# Tōyama Mitsuru

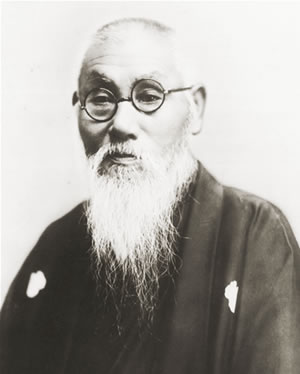
Tōyama Mitsuru

Tōyama Mitsuru (jap. 頭山 満; * 27. Mai 1855 in Fukuoka, Lehen Fukuoka, Provinz Chikuzen, (heute: Präfektur Fukuoka); † 5. Oktober 1944 in Gotemba, Präfektur Shizuoka) war ein japanischer Nationalist, Panasianist und Gründer der ultranationalistischen politischen Organisation Gen’yōsha. Obwohl er selbst nie den Vorsitz der Organisation übernahm oder ein politisches Amt innehatte, gehörte er in der ersten Hälfte des 20. Jahrhunderts zu den einflussreichsten politischen Strippenziehern in Japan.

## Kindheit und Jugend

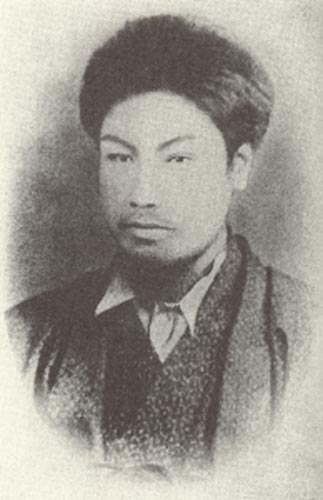
Tōyama Mitsuru im Alter von 25 Jahren

Über das frühe Leben von Tōyama ist nur wenig bekannt. Als Sohn eines mittellosen Samurai in Fukuoka geboren, wurde er von der Familie der Tōyama adoptiert und aufgezogen, nachdem er zuvor schon einmal von einer anderen Familie adoptiert worden war. Die Familie Tōyama verfügte mit 18 koku für 5 Personen nur über ein äußerst schmales Einkommen, dennoch konnte Tōyama Mitsuru in Ansätzen eine Samurai-Ausbildung genießen.
Als junger Mann nahm Tōyama an der von Maebara Issei geführten Hagi-Rebellion teil, wofür er zu einer dreijährigen Gefängnisstrafe verurteilt wurde. Nach seiner Freilassung trat er mit Itagaki Taisuke in Tosa in Kontakt, den er zunächst zu einer Revolte zu überreden versuchte, was dieser jedoch ablehnte. Tōyama befürwortete aber die Gründung der zur Bewegung für Freiheit und Bürgerrechte gehörenden Risshi-sha und Aikoku Kōtō.
Wie Hiraoka Kōtarō, der spätere Präsident der Gen’yōsha, erwarb Tōyama sein Vermögen, indem er im vom Kohlebergbau geprägten Fukuoka für die Landbesitzer Abbaurechte an Betreiberfirmen vermittelte. Auch bemühte er sich, die Kaiserlich Japanische Marine davon zu überzeugen, in Fukuoka eine Kohlestation zu errichten. Außerdem rekrutierte er für die Kohlebergwerkbetreiber Bergleute. Aufgrund seiner Aktivitäten rund um den Bergbau besaß er einen guten Ruf bei den Unternehmern, die seine Dienste zu schätzen wussten.

## Politische Aktivitäten

### Gen’yōshaundKokuryūkai

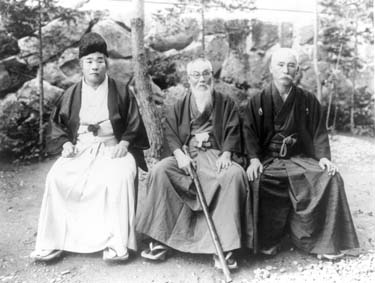
Tōyama Mitsuru (Mitte) mit Deguchi Onisaburō (links) und Uchida Ryōhei

Nachdem er mit der Bewegung für Bürgerrechte und Freiheit sympathisiert hatte, organisierte Tōyama Mitsuru 1879 zusammen mit Hiraoka Kōtarō die Kōyōsha, welche u. a. die Einberufung eines nationalen Parlaments forderte. 1881 benannte sich die Kōyōsha in Gen’yōsha um, welche dem Nationalismus und dem Asianismus mehr Gewicht einräumte. Da sich die Gen’yōsha in der Wertetradition des Saigō Takamori sah, zog sie viele ehemalige Samurai an, die zu den Verlierern der Erneuerung der Meiji-Zeit gehörten. Die ultranationalistische Vereinigung trat u. a. für eine expansive und starke Außenpolitik ein und war 1889 in das Attentat auf Außenminister Ōkuma Shigenobu verwickelt, bei dem dieser ein Bein verlor.
In der Gen’yōsha und später in der Kokuryūkai übte Tōyama einen dominanten Einfluss auf Hiraoka Kōtarō und Uchida Ryōhei aus, die als die nominellen Führer dieser „Geheimgesellschaften“ fungierten. Als starker Mann hinter diesen beiden einflussreichen nationalistischen Vereinigungen entwickelte sich Tōyama zum bedeutendsten Führer der Nationalisten während der Meiji- und Taishō-Zeit.

### Reformbewegungen in Asien
Obgleich Tōyama Mitsuru für eine aggressive Expansionspolitik Japans auf dem Kontinent eintrat, unterstützte er revolutionäre Kräfte in China und Korea, wie Sun Yat-sen oder Kim Ok-gyun. Während der Chinesischen Revolution von 1911 begab er sich zusammen mit Inukai Tsuyoshi nach China, um Sun Yat-sen zur Seite zu stehen und als Berater zu fungieren, der die Aktivitäten der Gen’yōsha zu überwachen. Zwar hegte Tōyama später erhebliche Zweifel, ob der chinesische Nationalismus den japanischen Interessen tatsächlich dienlich war, seinem persönlichen Interesse und seinen guten Verbindungen nach China tat dies jedoch keinen Abbruch.

## Bedeutung
Obwohl Tōyama Mitsuru nie ein offizielles Amt innehatte, verschafften ihm seine charismatische Persönlichkeit, seine herausragende Position innerhalb der ultranationalistischen Bewegung und seine zahlreichen Verbindungen zu mächtigen Kreisen in Politik und Wirtschaft einen Einfluss, der weit über den jeder formellen Position hinausging. Nicht nur besaß er einen enormen, jedoch verborgenen Einfluss auf politische und ökonomische Entscheidungen; aufgrund seiner Position fungierte er außerdem als Mittelsmann für inoffizielle Kontakte zwischen Politik und Wirtschaft und anderen Gruppierungen außerhalb der Politik.